# Egyiptomi férfi kézilabda-válogatott
Az egyiptomi férfi kézilabda-válogatott Egyiptom nemzeti csapata, melyet a Egyiptomi Kézilabda-szövetség (arabul اتحاد مصر لكرة اليد, magyar átírásban Ittihád Maszr li-Kurat el-Jadd) irányít.

## Eredmények nemzetközi tornákon
Az egyiptomi férfi kézilabda-válogatott az afrikai kontinens egyik legerősebb és legeredményesebb csapata. Ötször nyerték meg az afrikai nemzetek-bajnokságát. Az olimpiai játékokon eddig öt alkalommal vettek részt és legjobb helyezésük egy 6. hely az 1996. évi nyári olimpiai játékokról.
A világbajnokságra több ízben is kvalifikálták magukat. A 2001-es vb-n szerzett 4. helyezésük az eddigi legjobb eredményük ebben a versenysorozatban. Ezzel ők lettek az első, nem európai válogatott, akiknek sikerült bejutniuk a legjobb négy közé.

## Eredmények
Világbajnokság
- 1964 - 15. hely
- 1993 - 12. hely
- 1995 - 06. hely
- 1997 - 07. hely
- 1999 - 07. hely
- 2001 - 04. hely
- 2003 - 15. hely
- 2005 - 14. hely
- 2007 - 17. hely
- 2009 - 14. hely
- 2011 - 14. hely
- 2013 - 16. hely
- 2015 - 14. hely
- 2017 - 13. hely
- 2019 - 08. hely
- 2021 - 07. hely
- 2023 - 07. hely
- 2025 - 05. hely

Afrikai nemzetek-bajnoksága
- 1979 - 2. hely
- 1981 - 4. hely
- 1983 - 4. hely
- 1985 - 2. hely
- 1987 - 2. hely
- 1989 - 2. hely
- 1991 - Győztes
- 1992 - Győztes
- 1994 - 3. hely
- 1996 - 3. hely
- 1998 - 3. hely
- 2000 - Győztes
- 2002 - 3. hely
- 2004 - Győztes
- 2006 - 2. hely
- 2008 - Győztes
- 2010 - 2. hely
- 2012 - 3. hely
- 2014 - 3. hely
- 2016 - Győztes
- 2018 - 2. hely
- 2020 - Győztes
- 2022 - Győztes
- 2024 - Győztes

Nyári olimpiai játékok
- 1992 — 12. hely
- 1996 — 06. hely
- 2000 — 07. hely
- 2004 — 12. hely
- 2008 — 10. hely
- 2016 — 09. hely
- 2020 — 04. hely
- 2024 — 05. hely